# Square Couperin
Pour les articles homonymes, voir Couperin.
Le square Couperin est un espace vert square du 4e arrondissement de Paris.

## Situation et accès
Le site est situé entre les immeubles des 14 et 16 de la  rue des Barres.
Il est desservi par les lignes 1 et 11 à la station de métro Hôtel de Ville.

## Origine du nom
Le square rend hommage à François Couperin le Grand (1668-1733), organiste de la Chapelle royale.

## Historique
Le square a été créé à l'emplacement de maisons anciennes démolies lors de la rénovation de l'ilot insalubre n° 16.